# Non hai tenuto conto degli zombie
Non hai tenuto conto degli zombie è il quarto album in studio del cantautore italiano Leonardo Veronesi, pubblicato il 6 novembre 2015 dall'etichetta Jaywork.
Testi e musiche di Leonardo Veronesi con la collaborazione straordinaria di Francesco Cairo per la musica del brano Il tuo culo, di Mirko Guerra, con cui ha realizzato la musica di Mi viene sempre in mente dopo, e Non c'entra niente la cui musica è stata composta insieme a Nicola Scarpante.

## Tracce
1. Non hai tenuto conto degli zombie – 3:38 (Leonardo Veronesi)
2. Precario – 3:40 (Leonardo Veronesi)
3. Mi viene sempre in mente dopo – 4:10 (testo: Leonardo Veronesi – musica: Leonardo Veronesi e Mirko Guerra)
4. Lorenza – 3:18 (Leonardo Veronesi)
5. Libero – 3:34 (Leonardo Veronesi)
6. Paradossale – 3:33 (Leonardo Veronesi)
7. T'invaghirai – 3:37 (Leonardo Veronesi)
8. La ballata sensuale – 3:31 (Leonardo Veronesi)
9. Bella – 3:18 (Leonardo Veronesi)
10. Profondo – 3:34 (Leonardo Veronesi)
11. Il tuo culo – 3:20 (testo: Leonardo Veronesi – musica: Francesco Cairo)
12. Non c'entra niente – 3:52 (testo: Leonardo Veronesi – musica: Leonardo Veronesi e Nicola Scarpante)

Durata totale: 43:05